# 베르겐 전투
베르겐 전투는 7년 전쟁의 전투 중 하나로 1759년 4월 13일 벌어졌다. 드 브로이(de Broglie) 휘하의 프랑스군은 브라운슈바이크의 페르디난트 공(Prince Ferdinand of Brunswick)이 지휘하는 영국, 하노버, 헤센, 브라운슈바이크 연합군의 공격을 프랑크푸르트 암 마인(Frankfurt-am-Main) 근교에서 막아내었다.

## 배경
1759년 전역이 개시되자 페르디난트 공은 3월 말경 겨울 숙영지를 빠져나와 몰래 프랑스 군에게 접근하였다. 페르디난트는 마인강(Main River)에 있는 프랑스군의 본영인 프랑크푸르트를 향해 움직이고 있었다. 연합군의 목적은 프랑스군을 베스트팔렌(Westphalia)에서 몰아내고 주도권을 장악하는 것이었다. 3월이 다 갈 무렵 페르디난트는 27,000명으로 이루어진 군대를 셋으로 나누었다. 하나는 에르브프린츠(Erbprinz ;공작의 후계자)가 다른 한 부대는 이젠부르크 공(Prince Isenburg)이 세 번째 부대는 홀스타인-코토르프 공(Duke of Holstein-Gottorp)이 각각 지휘를 맡았다.
작전은 폰 지베이브뤼켄(von Zweybrücken) 원수 휘하의 레이츠세제쿠티오사르미(Reichsexecutionsarmee) 군으로부터 풀다(Fulda)와 마이닝겐(Meiningen)을 빼앗으면서 시작되었다. 황제군은 보헤미아에서 퇴각하기 시작했고, 페르디난트는 헤센(Hesse)으로 이동하여 브로이 휘하의 프랑스군이 원군과 합류하기 이전에 격파하려 하였다.
그러나 브로이는 다른 프랑스 여단들과 작센의 파견부대를 이끌고 온 폰 디헤른(von Dyherrn) 장군과 합류하여 병력을 편성할 수 있었다. 브로이는 소규모의 군대를 베르겐 마을의 요새에 배치하며 적군의 진격을 기다리고 있었다.

## 전장
전장의 상태는 방어군이 유리했다. 깎아진 듯한 베르겐의 오른쪽 성벽에서는 마인 강의 범람원까지 관망할 수 있었고, 이 때문에 오른쪽으로부터 적에게 측면공격을 당할 위험은 없었다. 마을의 북서쪽에는 베르게 바르테(Berger-Warte)란 이름의 언덕이 중앙에 자리 잡고 있었고, 꼭대기에는 (오늘날에도 서 있는) 오래된 탑이 서 있었다. 그 좌측에는 범람원과 울창한 풀숲을 이루고 있는 니다 강(Nidda River)에 위치한 비벨(Vilbel) 마을이 있었다.
브로이는 보병대의 주력을 베르겐 마을과 그 후방에 배치하였다. 좌측에는 경보병대를 풀숲에 배치하였고, 일부 기병대뿐만 아니라 작센의 지원병으로 하여금 이들을 지원하게 하였다. 브로이는 또 8개의 포병대로 구성된 포병의 주력을 중앙에 배치하였다. 프랑스군은 포병의 후위에 예비대와 기병 전력의 대부분을 배치하였다. 프랑스군의 예비대들은 방어태세를 취하였다. 이러한 진형들은 나폴레옹의 전술을 예고하는 듯 하였는데, 당시에는 흔히 사용되지 않던 진형이었다.

## 전투
페르디난트의 부대는 산발적으로 전장에 도착하였다. 페르디난트 자신은 에르브프린츠의 지휘를 받는 전위와 동행하였다. 페르디난트는 프랑스군이 아직 완벽하게 전투대형을 구성하지 못했다고 오판하고는 다른 두 부대의 도착을 기다리지 않고 즉각적인 돌격명령을 내렸다.
장기간의 전투와 불리함에도 불구하고 8시경 프리타그(Freytag)의 경무장 보병대가 비벨 마을을 장악하였다. 베르게 바르테의 동쪽에 위치한 낮은 언덕인 암 호헨 스테인(Am Hohen Stein) 역시 프로이센군에게 함락되었다. 양측은 베르겐이 전투의 승패를 결정짓는 열쇠임을 인식하였다. 8시 30분경 페르디난트는 베르겐에 돌격을 명령하였다. 처음 공격은 성공적으로 진행되어 프랑스 보병대는 그들이 배치되어 있던 울타리나 과수원 지대에서 물러나 마을로 도망쳐 들어갔다. 그러나 이때 브로이가 지원부대를 파견하였고 이로 인해서 전황은 프랑스군 측에게 유리하게 돌아가기 시작했고, 연합군은 격퇴 당했다.
10시경 이젠부르크 공의 분대가 도착하였다. 이젠부르크 공작은 격렬한 전투를 벌여 다시 한 번 프랑스군으로 하여금 베르겐으로 도망치게 하였다. 브로이는 즉각적으로 더 많은 수의 예비대에서 병력을 출동시켜 반격을 개시하였다. 이 반격에 의해 동맹군은 동요하였고, 결국 다시 한 번 퇴각하였다. 이젠부르크 자신 역시 퇴각하는 부대를 재정비 하려다가 전사하고 말았다. 페르디난트 혼자서 전 병력을 재집결시키는 것은 어려운 일이었다.
이 때 전황이 기울기 시작했다. 왜냐하면 브로이가 예비대와 기병대에 전진명령을 내리자 페르디난트는 그제야 프랑스군의 병력규모를 예측할 수 있었던 데다가 프랑스의 포병대가 연합군 부대가 사정거리에 있음을 알고 포격을 가하여 연합군을 암 호헨 스테인으로부터 몰아내었기 때문에 연합군으로서는 움직일 수 있는 상황이 아니었기 때문이다. 이렇게 교착상태가 계속되다가 홀스타인-고토르프 부대가 도착했을 때, 연합군은 프랑스 진영에 대한 공격계획 준비를 포기하고 전투는 어둠이 내리깔릴 때까지 서로 포격을 교환하는 형태로 전환되어 계속되었다. 동맹군이 퇴각했을 때 비록 프랑스군이 승리한 것이 명확했음에도 불구하고 브로이는 페르디난트에 대하여 의욕적으로 추격전을 벌이지 않았다. 이로 인해 연합군은 민덴(Minden) 쪽으로 무사히 물러날 수 있었다.

## 결과
이 전투의 패배로 페르디난트 생애 최악의 순간을 맞이했다. 심지어 그의 처남 프리드리히 대왕(Frederick the Great)도 낙심한 페르디난트를 격려해주려고 노력할 정도로 측은하게 여겼다. 그러나 페르디난트는 다시 회복하여 자신을 되찾고 같은 해 벌어진 민덴 전투(battle of Minden)에서 승리를 거두게 된다.
동맹군은 415명 전사에 1770명이 부상당하고 188명이 실종되었으며, 프랑스군은 500명이 전사하고 1300명이 부상을 당했다.